# Leptogium propaguliferum
Leptogium propaguliferum är en lavart som beskrevs av Vain. Leptogium propaguliferum ingår i släktet Leptogium och familjen Collemataceae.   Inga underarter finns listade i Catalogue of Life.